# Кубок России по дзюдо 2018
Кубок России по дзюдо 2018 года прошёл с 7 по 9 декабря в Ханты-Мансийске (Ханты-Мансийский автономный округ — Югра). В соревнованиях приняли участие 35 регионов. В командном зачёте у мужчин первенствовали представители Челябинской области, у женщин — спортсменки Пермского края.

## Медалисты

### Мужчины
| Категория                   | Золото                                                       | Серебро                                                                   | Бронза                                                                      |
| --------------------------- | ------------------------------------------------------------ | ------------------------------------------------------------------------- | --------------------------------------------------------------------------- |
| Наилегчайший вес (до 60 кг) | Шапи Суракатов · Москва                                      | Обид Джебов · Москва                                                      | Магомед Соломгериев · Ленинградская область Азамат Дохов · Адыгея           |
| Полулёгкий вес (до 66 кг)   | Ахмед Богатырёв · Челябинская область                        | Александр Куликовских · Челябинская область                               | Никита Алексеенко · Челябинская область Давид Абдуллаев · Тюменская область |
| Лёгкий вес (до 73 кг)       | Аюб Хажалиев · Волгоградская область · Чечня                 | Шамиль Зилфикаров · Тюменская область                                     | Руслан Османов · Москва Граф Меликов · Москва                               |
| Полусредний вес (до 81 кг)  | Айдамир Тюльпаров · Адыгея                                   | Анвар Османов · Москва                                                    | Ботыр Нуралиев · Тверская область Алим Калаев · Иркутская область           |
| Средний вес (до 90 кг)      | Дмитрий Довгань · Ханты-Мансийский автономный округ — Югра   | Эльдар Аллахвердиев · Тюменская область                                   | Руслан Дудников · Краснодарский край Иван Мариненков · Тюменская область    |
| Полутяжёлый вес (до 100 кг) | Николай Коваленко · Ханты-Мансийский автономный округ — Югра | Ахмед Магомедов · Ханты-Мансийский автономный округ — Югра                | Рустам Шхалахов · Краснодарский край Зелимхан Башаев · Москва               |
| Тяжёлый вес (свыше 100 кг)  | Степан Саркисян · Ставропольский край                        | Михаил Косяшников · Ставропольский край · Ямало-Ненецкий автономный округ | Роман Бобиков · Челябинская область Александр Антонов · Москва              |

### Женщины
| Категория                   | Золото                                                           | Серебро                              | Бронза                                                                                                 |
| --------------------------- | ---------------------------------------------------------------- | ------------------------------------ | --- |
| Наилегчайший вес (до 48 кг) | Дарья Пичкалёва · Санкт-Петербург                                | Мария Персидская · Самарская область | Кристина Булгакова · Ставропольский край Аида Бикбова · Татарстан                                      |
| Полулёгкий вес (до 52 кг)   | Ольга Гагарина · Москва                                          | Марина Мухунова · Тульская область   | Виктория Васильченко · Челябинская область Надежда Андреева · Санкт-Петербург                          |
| Лёгкий вес (до 57 кг)       | Эльвира Бибарцева · Пермский край                                | Катерина Доценко · Пермский край     | Алия Биккужина · Ямало-Ненецкий автономный округ Софья Чистанова · Красноярский край                   |
| Полусредний вес (до 63 кг)  | Алевтина Гаитова · Челябинская область                           | Мария Грызлова · Тульская область    | Александра Балабанова · Ханты-Мансийский автономный округ — Югра Александра Сальникова · Пермский край |
| Средний вес (до 70 кг)      | Екатерина Денисенкова · Ханты-Мансийский автономный округ — Югра | Валентина Мальцева · Пермский край   | Эльвира Камалова · Московская область · Пермский край Маргарита Лугова · Санкт-Петербург               |
| Полутяжёлый вес (до 78 кг)  | Юлия Лаврентьева · Самарская область                             | Александра Гималетдинова · Татарстан | Марина Букреева · Красноярский край Жанара Кусанова · Ямало-Ненецкий автономный округ                  |
| Тяжёлый вес (свыше 78 кг)   | Дайна Амбарцумова · Тверская область                             | Юлия Ляниченко · Саратовская область | Надежда Еремеева · Свердловская область Александра Хомын · Санкт-Петербург · Псковская область         |